# Geroldsgrün
Geroldsgrün település Németországban, azon belül Bajorországban. Lakosainak száma 2650 fő (2023. december 31.). Geroldsgrün Langenbacher Forst és Bad Steben községekkel határos.

## Népesség
A település népessége az elmúlt években az alábbi módon változott:
| Lakosok száma | 1211 | 2214 | 2646 | 3500 | 2915 | 2942 | 2879 | 2783 | 2636 | 2650 |
|               | 1875 | 1950 | 1975 | 1987 | 2012 | 2014 | 2016 | 2017 | 2021 | 2023 |